# Тарновські Гури
Тарно́вські Гу́ри (пол. Tarnowskie Góry, нім. Tarnowitz) — місто в Польщі, у Верхньосілезькому вугільному басейні. Промисловість міста представлена заводом Fazos S.A.

## Демографія
Демографічна структура станом на 31 березня 2011 року:
|          | Загалом | Допрацездатний вік | Працездатний вік | Постпрацездатний вік |
| -------- | ------- | ------------------ | ---------------- | -------------------- |
| Чоловіки | 29288   | 5080               | 20584            | 3624                 |
| Жінки    | 31559   | 4911               | 19121            | 7527                 |
| Разом    | 60847   | 9991               | 39705            | 11151                |

## Міста-побратими
- Бекешчаба, Угорщина
- Кутна Гора, Чехія
- Бернбург, Німеччина
- Мерикур, Франція